# 常山駅
常山駅（つねやまえき）は、岡山県玉野市宇藤木にある、西日本旅客鉄道（JR西日本）宇野線（宇野みなと線）の駅である。駅番号はJR-L12。

## 歴史
- 1939年（昭和14年）1月1日：宇野線の由加（現・迫川） - 八浜間に新設開業[2]。
- 1940年（昭和15年）11月1日：営業休止[2]。
- 1950年（昭和25年）11月15日：営業再開[3][2]。
- 1960年（昭和35年）10月1日：宇野線電化完成。電車の運転開始。
- 1961年（昭和36年）
  - 4月：国道30号が開通。
  - 9月1日：宇野線の単線自動化。
- 1970年（昭和45年）
  - 4月5日：宇野線CTC化完成。
  - 4月30日：宇野線の手小荷物運搬電車運転終了（茶屋町 - 宇野間の途中駅での荷物扱い廃止）。
- 1987年（昭和62年）
  - 3月23日：岡山 - 宇野間に213系電車を使用した快速「備讃ライナー」の運転開始。
  - 4月1日：国鉄分割民営化により、JR西日本の駅となる[1]。
- 1988年（昭和63年）4月10日：瀬戸大橋開通。本四備讃線が開業し快速「マリンライナー」などが運転開始。同時に岡山 - 宇野間の快速「備讃ライナー」は廃止。
- 2016年（平成28年）7月：第3回瀬戸内国際芸術祭の出展作品（「JR宇野みなと線アートプロジェクト」）として、ホームと待合室の塗装がエステル・ストッカー（ドイツ語版）（イタリアの画家）がデザインしたものに変わる[4]。
- 2019年（平成31年）3月16日：始発列車より茶屋町駅 - 宇野駅間でも「ICOCA」などの全国相互利用対象のIC乗車カードが利用できるようになり、全線がIC乗車カード「ICOCA」のエリアとなっている。よって、当駅も簡易型ICカード改札が設置された。

## 駅構造

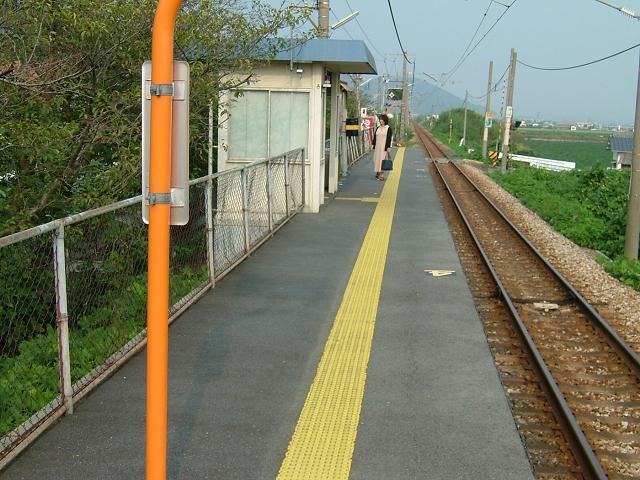
構内（2005年9月、アート化前）

宇野方面に向かって右側に単式ホーム1面1線を有する地上駅（停留所）。茶屋町 - 宇野間では唯一交換設備が無く、同一ホームに茶屋町方面行きと宇野行きの双方が発着する。
児島駅管理の無人駅で駅舎はなく、ホーム岡山寄りの端の出入口から直接ホームに入る。構内にトイレは無いが、近くに公衆トイレがある。

## 利用状況
1日の平均乗車人員は以下の通りである。
| 乗車人員推移 | 乗車人員推移 |
| 年度         | 1日平均人数  |
| ------------ | ------------ |
| 1999         | 408          |
| 2000         | 403          |
| 2001         | 410          |
| 2002         | 398          |
| 2003         | 403          |
| 2004         | 367          |
| 2005         | 379          |
| 2006         | 356          |
| 2007         | 353          |
| 2008         | 363          |
| 2009         | 357          |
| 2010         | 373          |
| 2011         | 367          |
| 2012         | 376          |
| 2013         | 410          |
| 2014         | 416          |
| 2015         | 444          |
| 2016         | 464          |
| 2017         | 463          |
| 2018         | 452          |
| 2019         | 435          |
| 2020         | 350          |
| 2021         | 369          |

## 駅周辺

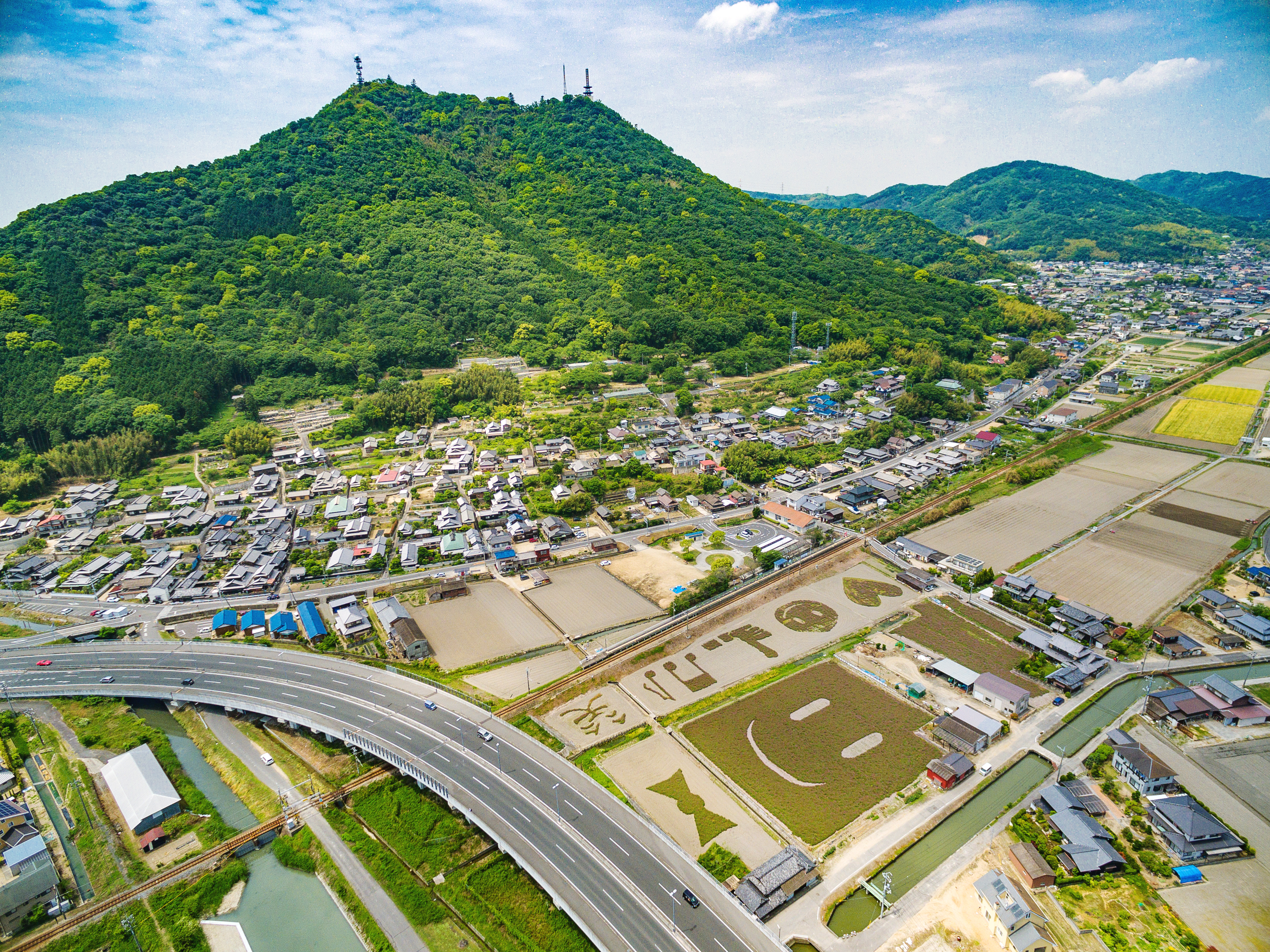
常山駅（中央右）周辺の風景。左後方は常山（2016年5月）

駅南側は集落となっており、その南に常山がそびえる。駅北側は農地となっているが、近隣には集落や住宅地がある。宇野線（宇野みなと線）は駅東側で国道30号と立体交差する。
- 玉野自動車教習所
- 常山（常山城） - 山腹に桜の木が植えられている。
- 国道30号
- 岡山県道22号倉敷玉野線
- 岡山県道74号倉敷飽浦線
- 平和通り

### バス路線
岡山県道74号線沿いに両備バス「宇藤木橋」停留所があり、下記の路線が発着する。なお、宇野駅方面へ向かうバスは便によって行き先が異なる。かつては玉野市コミュニティーバスが駅前に設けられた停留所（※「常山駅前」停留所）へ乗入れる路線を運行していたが、2012年に廃止された。
宇藤木橋
- 両備バス
  - 岡山駅渋川線
    - 岡山駅（東口） 行 / 深山公園入口 行、宇野駅前 行、旭橋通り 行（※土曜・休日夜1便のみ）、玉野市役所前 行、渋川三丁目 行

  - 秀天橋線
    - ダイキ岡山前 行（※平日夕方1便のみ）

## 隣の駅
西日本旅客鉄道（JR西日本）
 宇野みなと線（宇野線）
迫川駅 (JR-L11) - 常山駅 (JR-L12) - 八浜駅 (JR-L13)